# 委內瑞拉裙魚
委內瑞拉裙魚，為輻鰭魚綱脂鯉目脂鯉亞目脂鯉科的其中一個種，分布於南美洲馬拉開波湖流域，體長可達4.1公分，棲息在底中層水域，生活習性不明。